# Георги Бояджиев (генерал)
Вижте пояснителната страница за други личности с името Георги Бояджиев.
Георги Бояджиев (на македонска литературна норма: Ѓорѓи Бојаџиев) е висш офицер от Северна Македония, генерал-майор. Началник на Генералния щаб на Армията на Северна Македония от 12 март 2004 до 6 юли 2005 г., при назначаването си на поста е бригаден генерал.

## Животопис
Георги Бояджиев е роден в струмишкото Ново село на 31 март 1950 г. в семейството на Илия и Илинка Бояджиеви. През 1969 г. завършва гимназия. През 1973 г. завършва Военна академия на Сухопътните войски на ЮНА в Белград, впоследствие през 1995 година Командно-щабно училище в Скопие, през 1999 година посещава езиков курс в Монреал, Канада, подобрява квалификацията си в Междуармейския център по отбрана в Париж в периода от 2000 до 2001 година.

### Военна кариера
Започва армейската си кариера като командир на взвод през 1973 г. в Щип. Впоследствие става помощник-комендант по морално-политическото възпитание в Делчево (1975 – 1978). Межд 1978 и 1981 г. е заместник-командир на батальон в Делчево. От 1981 до 1984 г. е командир на батальона пак там. Между 1984 и 1985 г. е заместник началник-щаб по въпросите на личния състав и персонала. В периода 1985 – 1989 г. е заместник началник-щаб на по оперативните и образователните работи. След това до 1990 г. е началник-щаб на дивизия в Щип. Между 1990 и 1991 г. е заместник началник-щаб по разузнаването. От 1992 до 1995 г. е командир на моторизирана бригада в Струмица. Известно време командва дивизия в Кочани (1995 – 1997). Последователно е началник на отделение за обучение и образование на офицери (1997 – 2000), началник на Управлението за операции, готовност и обучение (2001 – 2002), след това и гранична бригада (2002 – 2003). Между 2003 и 2004 г. е помощник-началник на Генералния щаб по планирането, началник на G-3, а от 1 януари 2004 г. е началник на Сектор за операции и планиране в Генералщаба на АРМ. Излиза в запаса на 30 септември 2005 г.

## Военни звания
- Подпоручик (1973)
- Поручик (1974)
- Капитан (1977)
- Капитан 1 клас (1980)
- Майор (1986)
- Подполковник (1991)
- Полковник (1997)
- Бригаден генерал (2002)
- Генерал-майор (2004)

## Награди
- Медал за военни заслуги 1975 година
- Орден за военни заслуги със сребърни мечове 1985 година;